# Hindenburgdamm 127/128

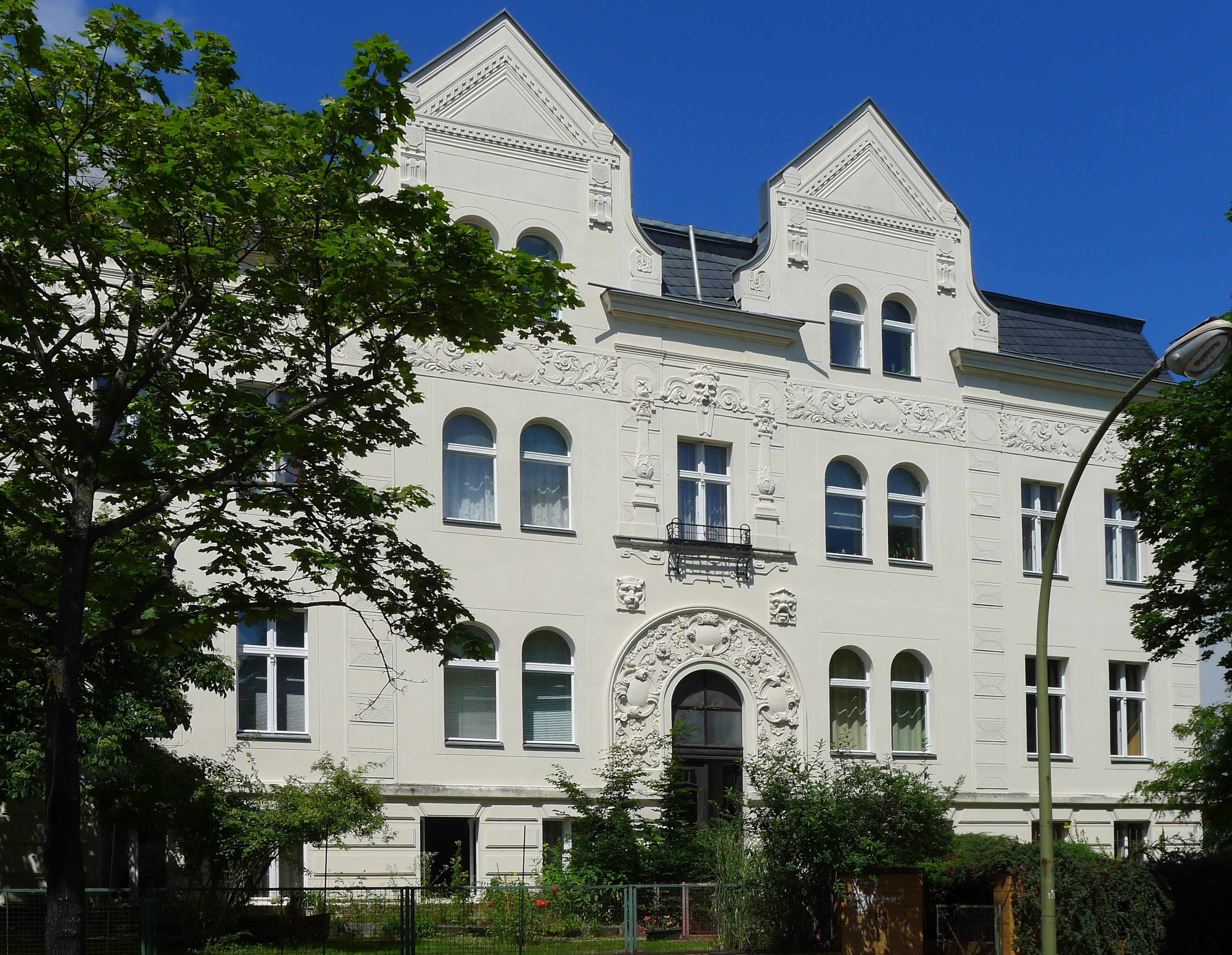
Hindenburgdamm 127/128 in Berlin-Lichterfelde, 2014

Die beiden Mietshäuser Hindenburgdamm 127/128 bilden eine denkmalgeschützte Gesamtanlage im Berliner Ortsteil Lichterfelde des Bezirks Steglitz-Zehlendorf. Die Gebäude stehen unter der Objektdokumentnummer 09065866 in der Denkmaldatenbank des Landes Berlin.

## Geschichte
Die beiden spiegelbildlich gestalteten Häuser wurden durch den Baumeister Walter Eichelkraut entworfen und in den Jahren 1902 und 1903 durch das Baugeschäft Müller & Schulze ausgeführt. Auftraggeber war der Kaufmann Ernst Anyos, der eine ehemalige Obstplantage an der damaligen Chausseestraße als Baugrund erwarb und diese in die Gestaltung des ehemals parzellierten Gartens mit einbezog. Sowohl dieses Grundstück als auch die bis heute angrenzenden Grundstücke waren zuvor im Besitz eines Müllers, dessen Mühle an der Karwendelstraße (ursprünglich als Mühlenstraße bezeichnet) stand und dessen ehemaliges Wohnhaus (erbaut im Jahre 1866) bis heute rückseitig an den Garten des Hauses Hindenburgdamm 128 angrenzt. Diese historische Ausgangssituation ist somit bis in die Gegenwart nachvollziehbar geblieben.
Die unmittelbaren Auswirkungen des Zweiten Weltkriegs auf die Bausubstanz der beiden Häuser Hindenburgdamm 127/128 waren gering. Nennenswerte Umbauten (Dachausbau) an den Gebäuden erfolgten in den 1980er Jahren, wobei die originale Bausubstanz weitgehend erhalten blieb. Nach mehreren Besitzerwechseln befinden sich die beiden Häuser in unterschiedlichem Privatbesitz.

## Literarische Verarbeitung
Das Gebäude Hindenburgdamm 128 ist Schauplatz der Handlung des Romans Einmal Berlin, einfach (1991) von Sabine Brandt, der das Leben der Hausbewohner in der ersten Hälfte des 20. Jahrhunderts in Kontext der Zeitgeschichte schildert und auch den umliegenden Stadtteil detailreich in die Handlung mit einbezieht.
Die Hauptperson des Romans, Rose Markwart, wurde über literaturwissenschaftliche Untersuchungen hinaus, auch zum Gegenstand von währungshistorischen Untersuchungen, unter anderem in einer Dissertation. Darin wird unter Berufung auf Sabine Brandt der historische Gehalt der im Roman beschriebenen Figuren und Vorgänge betont.

## Kunsthistorische Einordnung und Bedeutung
Durch den Stuckateur M. Krause wurden die Häuser mit reichem Fassadenschmuck versehen, der einen Übergang zwischen Neobarock und Jugendstil bildet. Ursprünglich sollte der Architekt Eichelkraut auch die künstlerische Gestaltung übernehmen und legte einen Entwurf vor, der stark von der Neo-Gotik bestimmt war, aber der Auftraggeber zog den neobarocken Entwurf von Krause vor. Diese Arbeitsteilung zwischen Architekt und Stuckateur gilt als bauhistorische Besonderheit der beiden Häuser. Die beiden Gebäude gehören als herausragende Beispiele herrschaftlicher Stadtvillen als Mietwohnungen des wilhelminischen Großbürgertums um 1900 zu den prägendsten und bekanntesten Häusern des Hindenburgdamms.

## Historische Gartenanlagen
Wie die beiden Häuser Hindenburgdamm 127 und 128 spiegelbildlich aufeinander ausgerichtet sind, waren auch die den Häusern vorgelagerten Gartenanlagen weitgehend deckungsgleich, wodurch sich ein monumentales Gesamtensemble entlang der damaligen Chausseestraße ergab. Den überlieferten Beschreibungen und Bildquellen zufolge waren es Paradebeispiele gründerzeitlicher Gartenarchitektur, die sich in die durch Plätze, Blumenrabatten, Brunnen und Bänke ausgezeichnete Villenkolonie Lichterfelde einfügten.
Die Vorgärten wurden sowohl zum Anpflanzen von Blumen als auch zum Anbau von Gemüse genutzt. Charakteristisch waren die aus Jasmin und Haselnuss gebildeten Lauben in den äußersten Winkeln der Gärten und die beiden jeweils rechts und links der Hauseingänge angeordneten Rotdornpaare. Weitere einheimische und besonders ostasiatische Bäume und Gehölze bereicherten den botanischen Kanon.
Durch mehrere Besitzwechsel wurde die einstige Symmetrie aufgelöst. Hinzu traten Beeinträchtigungen während des Zweiten Weltkriegs. Insbesondere die Verbreiterung des Hindenburgdamms in den 1970er Jahren führte zum Verlust von etwa fünf Metern Grundstück zur Straße hin. Dabei wurden die Schuppenzäune (die nach Entwürfen Karl Friedrich Schinkels gestaltet waren) beseitigt. Durch die Anlegung von begehbaren Schneisen durch die Grundstücke und die Aufrichtung von schlichten Zäunen kam es so zu einer Veränderung der ursprünglichen Wirkung.
Seit 2017 wurde vor dem Haus Hindenburgdamm 128 mit einer expliziten Rekonstruktion der historischen Gartenanlage begonnen. Dieser Ansatz beruht auf den detaillierten Beschreibungen im Roman Einmal Berlin, einfach von Sabine Brandt und erfolgt nach Entwürfen des Ethnologen Nils Seethaler, die neben der Romanvorlage auch Interviews mit Zeitzeugen und historische Fotografien mit einbeziehen.

## Persönlichkeiten
Neben der Schriftstellerin und Journalistin Sabine Brandt (1927–2018) wuchs der spätere SPD-Politiker und Pädagoge Willi von Helden (1915–1988) im Haus Hindenburgdamm 128 auf und lebte dort bis zum Beginn seines Studiums. Seine Mutter Anna lebte noch bis in die Mitte des 20. Jahrhunderts als Witwe im zweiten Stock des Hauses und wurde zum Vorbild für eine der Figuren in Brandts Roman Einmal Berlin, einfach. In den späten 1960er Jahren hielt sich der Ethnologe Kurt Krieger (1920–2007) (der Direktor des Berliner Völkerkundemuseums) oft im Haus auf (seine Eltern bewohnten die Beletage). Der Virologe Matthias Niedrig (* 1958) bewohnte seit den 1990er Jahren mehrere Jahrzehnte lang die Beletage. Zu den gegenwärtigen Bewohnern des Hauses zählt der Psychologe Benjamin P. Lange.